# Obsteig
Obsteig est une commune autrichienne du district d'Imst dans le Tyrol.